# Замок Кастлдерг

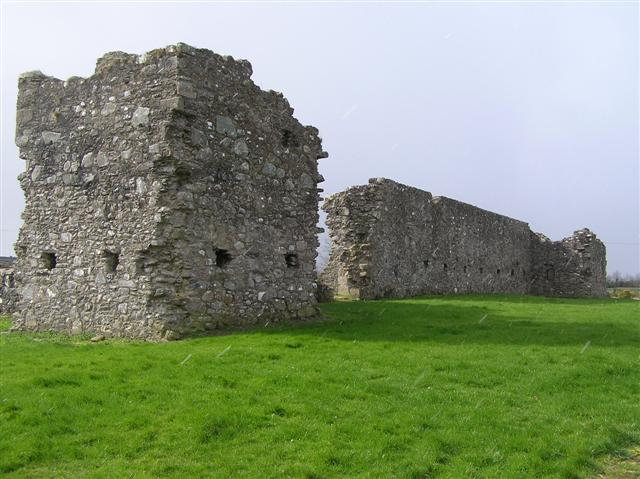
Руїни замку Кастдерг.

Замок Кастелдерг (англ. Castlederg Castle, ірл. Caisleán na Deirge) — кашлєн на Дерге — Червоний замок — один із замків Ірландії, розташований в графстві Тірон, Північна Ірландія. Стоїть на берегах річки Дерг (Чtрвоної) на кордоні з графством Донегол. Нині це кордон між республікою Ірландія та Північною Ірландією, що знаходиться в складі Великої Британії. Історично це баронство Ома, прихід Урмі. Нині замок лежить в руїнах. Біля замку є дві стародавні гробниці — гробниця Друїда і гробниця Ден Тодда. У давні часи це було місце зупинки мандрівників по давній дорозі до озера Лох-Дерг. Біля замку є руїни стародавнього монастиря.

## Історія замку Кастлдерг
Замок мав стратегічно важливу позицію на річці Дерг, контролюючи брід та дорогу. У середні віки замок лежав на кордоні між володіннями кланів О'Доннелл та О'Ніл — між ірландськими королівствами Тір Конайлл та Тір Еогайн. Точну дату побудови тут першої фортеці встановити неможливо — це губиться у глибині віків. Археологічні розкопки показали, що основна забудова замку належить до XV століття і замок в той час будував клан О'Ніл (О'Нейлл).
У 1497 році, повернувшись з королівства Тір Коналл, молодий вождь клану О'Ніл — Генрі О'Нейл, ймовірно, взяв під свій контроль замок, що належав колись клану О'Доннелл. Суперництво між двома кланами та двома королівствами тривало протягом XVI століття. Під час Дев'ятирічної війни в Ірландії 1596—1605 років цю територію захопили англійські війська королеви Англії Єлизавети І. Після падінь королівств Тір Коннелл та Тір Еогайн почалась англійська колонізація цих земель.
Замок Кастлдерг був у володіннях баронства Ома, був дарований у володіння Генеральному прокурору Ірландії — серу Джону Девісу. Потім на березі озера Лох-Дерг було побудовано ще два замки, в тому числі замок Кірліш.
У 1641 році спалахнуло повстання за незалежність Ірландії. Замок Кастлдерг захопили ірландські повстанці під проводом Феліма О'Ніла. Під час війни замок був сильно зруйнований, потім закинутий і час та стихія перетворили його в повну руїну.
Під час конфлікту в Ольстері біля замку Кастлдерг були сутички між ІРА та уніоністами з Полку оборони Ольстера та Королівської поліції. Під час сутичок загинуло 25 чоловік, в тому числі 11 комбатантів-юніоністів. У селищі були вибухи бомб. 4 бійці ІРА загинули коли бомба вибухнула передчасно. Бойовики протестантів-юніоністів вбили 3 цивільних католиків.